# Удов, Степан Иванович
Степан Иванович Удов (1924—1989) — советский военнослужащий. Участник Великой Отечественной войны. Герой Советского Союза. Гвардии старшина.

## Биография
Степан Иванович Удов родился 15 июня 1924 года в селе Денисковичи Новозыбковского уезда Брянской губернии РСФСР СССР (ныне село Злынковского района Брянской области Российской Федерации) в крестьянской семье. Русский. По окончании пяти классов сельской школы Степан Удов в 1941 году поступил в школу ФЗО в Брянске, которую закончил уже во время войны в эвакуации в городе Кирове. До призыва в армию работал кузнецом-молотобойцем на Кировском машиностроительном заводе 1 мая.
В ряды Рабоче-крестьянской Красной Армии С. И. Удов призван Молотовским райвоенкоматом города Кирова 13 октября 1942 года. Окончил школу младших командиров. В боях с немецко-фашистскими захватчиками младший сержант С. И. Удов с марта 1943 года в должности командира отделения взвода разведки 88-й танковой бригады 15-го танкового корпуса 3-й танковой армии. На Воронежском и Юго-Западном фронтах участвовал в Третьей битве за Харьков. Во время проведения разведки в тылу противника в районе Полтавы Степан Иванович был тяжело ранен. В свою часть, которая к этому времени была преобразована в 54-ю гвардейскую бригаду и сражалась на Воронежском (с 20 октября 1943 года — 1-м Украинском) фронте, он вернулся в сентябре 1943 года. Участвовал в Битве за Днепр, боях на Букринском и Лютежском плацдармах, Киевской наступательной и Киевской оборонительной операциях, в Житомирско-Бердичевской фронтовой наступательной операции. За умелое командование отделением разведчиков Степан Иванович был произведён в сержанты.
Весной 1944 года в боях за город Красилов во время Проскуровско-Черновицкой операции разведгруппа из пяти разведчиков под командованием гвардии сержанта С. И. Удова, действуя в тылу противника, захватила переправу через реку Случь и в течение нескольких часов вела бой с превосходящими силами противника до подхода основных сил бригады. В этом бою Степан Иванович лично уничтожил 12 немецких солдат и взял в плен унтер-офицера. В ходе Львовско-Сандомирской операции в конце июля 1944 года гвардии сержант Удов первым в бригаде форсировал реку Висла южнее Сандомира и закрепился на левом берегу реки. В тот же день при ведении разведки уничтожил немецкую машину с радиостанцией и захватил ценные документы. В августе 1944 года в боях на Сандомирском плацдарме гвардии сержант С. И. Удов был тяжело ранен и эвакуирован в госпиталь.
На фронт Степан Иванович вернулся в конце 1944 года. Зимой 1945 года он принимал участие в Сандомирско-Силезской фронтовой наступательной операции — составной части Висло-Одерской операции. Вечером 16 января 1945 года во время боёв по освобождению Ченстоховы, гвардии сержант С. И. Удов в составе диверсионной группы из пяти разведчиков по задворкам улиц в районе железнодорожного вокзала, подорвали стрелки на станции, а также немецкий эшелон с боеприпасами, чем посеял панику среди оборонявших город немецких солдат и не позволил немцам эвакуировать из города технику и военное имущество. Группа, захватив пленного, без потерь вышла обратно. Пожар на станции осветил эшелоны, которые были уничтожены советской артиллерией.
24 января 1945 года с группой из семи разведчиков гвардии сержант Удов захватил вражеский бронетранспортёр, и совершив 25-километровый рейд по тылам противника, занял переправу через Одер у железнодорожной станции Грошевиц (Groszowice) в южном пригороде города Оппельн и удержал её до подхода основных сил бригады. В бою за переправу Степан Иванович в рукопашной схватке лично уничтожил 6 вражеских солдат, а также расчёт станкового пулемёта. Всего за период наступления с 12 января по 26 января 1945 года гвардии сержант Удов уничтожил до 150 солдат и офицеров вермахта и ещё 56 взял в плен.
10 апреля 1945 года указом Президиума Верховного Совета СССР за образцовое выполнение заданий командования на фронте борьбы с немецкими захватчиками и проявленные при этом отвагу и геройство гвардии сержанту Удову Степану Ивановичу было присвоено звание Героя Советского Союза. Вскоре ему было присвоено и очередное воинское звание — старший сержант.
На заключительном этапе войны Степан Иванович участвовал в Нижне-Силезской, Берлинской и Пражской операциях. Боевой путь он закончил 11 мая 1945 года на территории Чехословакии у города Лиса-над-Лабем. После войны Степан Иванович ещё год служил в вооруженных силах СССР. Демобилизовался в 1946 году в звании гвардии старшины. Вернувшись в родные места, жил в городе Злынка Брянской области, работал в системе Заготскота. В 1955 году был назначен директором её Злынковской конторы. В связи с ликвидацией контор Заготскота в 1956 году перешёл на работу товароведом в Злынковское РСУ. В 1958 году Иван Степанович переехал в город Нововятск Кировской области. Работал на Нововятском лыжном комбинате, затем мастером дорожно-эксплуатационного участка № 390. В 1969 году он вновь вернулся в Злынку. До выхода на пенсию в 1984 году работал мастером погрузочно-разгрузочных работ на Злынковской мебельной фабрике. 29 мая 1989 года Степан Иванович скончался. Похоронен в городе Злынка Брянской области.

## Награды
- Медаль «Золотая Звезда» (10.04.1945);
- орден Ленина (10.04.1945);
- два ордена Отечественной войны 1 степени (07.02.1945; 11.03.1985);
- два ордена Красной Звезды (08.08.1944; 31.08.1944);
- медали, в том числе:
  - медаль «За отвагу» (16.06.1944).

## Память

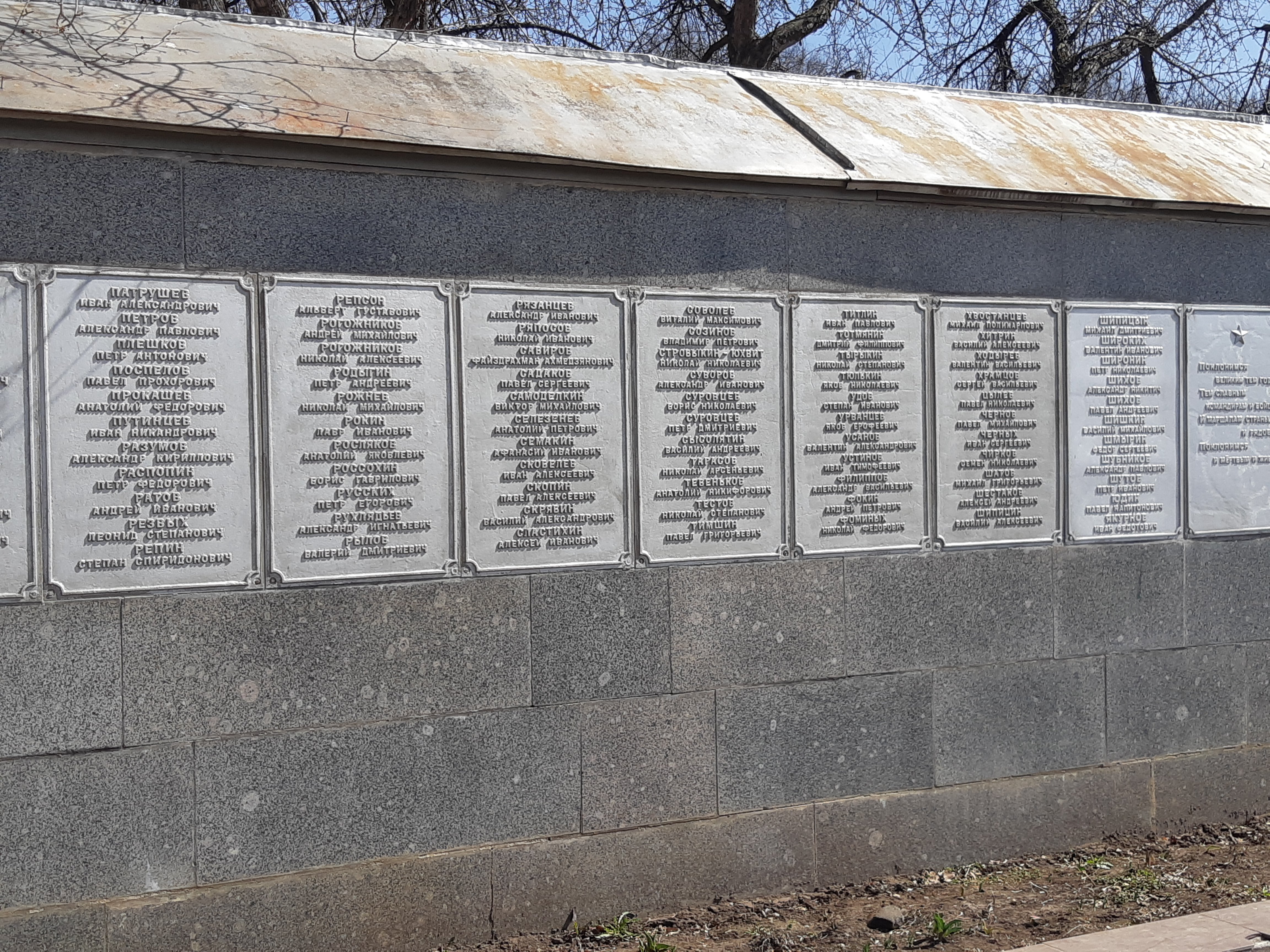
Имя Героя на мемориальной доске в парке г. Кирова

- Имя Героя высечено золотыми буквами в зале Славы Центрального музея Великой Отечественной войны в Парке Победы г. Москвы.
- Имя Героя Советского Союза С. И. Удова увековечено на мемориальной доске, установленной в парке Дворца Пионеров в городе Кирове.
- Имя Героя Советского Союза С. И. Удова увековечено на мемориальной доске, установленной на здании ГБОУ СПО «Брянский техникум машиностроения и автотранспорта» имени Героя Советского Союза М. А. Афанасьева.
- Именем Героя Советского Союза С. И. Удова названа улица в городе Злынка Брянской области.

## Упоминания
- В книге Якова Липковича «Так мало нас осталось», рассказывающей о захвате плацдарма на Одере у города Оппельн, Удов выведен под именем Степана Глотова.

## Документы
- Общедоступный электронный банк документов «Подвиг Народа в Великой Отечественной войне 1941—1945 гг.» Дата обращения: 16 июня 2012. Архивировано из оригинала 13 марта 2012 года.

Представление к званию Героя Советского Союза. Дата обращения: 16 июня 2012. Архивировано 25 сентября 2012 года.
Указ Президиума Верховного Совета СССР о присвоении звания Героя Советского Союза. Дата обращения: 16 июня 2012. Архивировано 25 сентября 2012 года.
Комплект наградных документов на орден Отечественной войны 1 степени. Дата обращения: 16 июня 2012. Архивировано 25 сентября 2012 года.
Комплект наградных документов на орден Красной Звезды (награждён приказом от 08.08.1944). Дата обращения: 16 июня 2012. Архивировано 25 сентября 2012 года.
Комплект наградных документов на орден Красной Звезды (награждён приказом от 31.08.1944). Дата обращения: 16 июня 2012. Архивировано 25 сентября 2012 года.
Комплект наградных документов на медаль «За отвагу». Дата обращения: 16 июня 2012. Архивировано 25 сентября 2012 года.